# 弗拉热
弗拉热（法語：Flagey，法語發音：[flaʒɛ]）是法国杜省的一个市镇，属于贝桑松区。

## 地理
弗拉热（47°2'15"N, 6°7'24"E）面积7.79 平方千米，位于法国勃艮第-弗朗什-孔泰大區杜省，该省份为法国东部内陆省份，北起上索恩省，西接汝拉省，东部及东南部与瑞士接壤，东北部与贝尔福地区省接壤。
与弗拉热接壤的市镇（或旧市镇、城区）包括：沙萨涅圣但尼、锡耶阿芒塞、阿芒塞、费尔唐、博朗多、克莱龙、奥尔南。

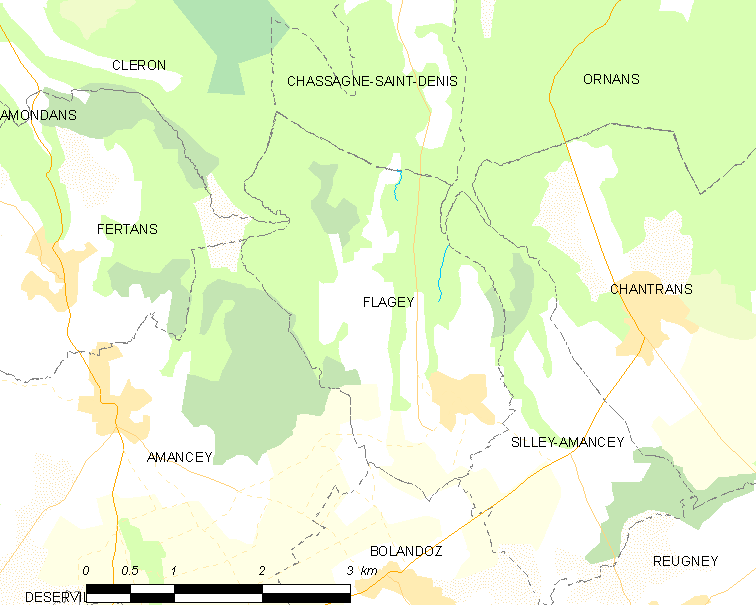
弗拉热的OSM定位图

弗拉热的时区为UTC+01:00、UTC+02:00（夏令时）。

## 行政
弗拉热的邮政编码为25330，INSEE市镇编码为25241。

## 政治
弗拉热所属的省级选区为奥尔南县。

## 人口

1962-2008年间弗拉热人口变化图示

弗拉热于2022年1月1日时的人口数量为132人。